# Free Art license
Free Art license er den engelsksprogede version af Licence Art Libre, en fransk copyleft-licens til kunstværker. Den blev skabt i juli 2000 som den første frie licens, i tråd med GNU General Public Licensen, blot dedikeret til kunstværker.
Free Art license giver brugeren ret til at kopiere, distribuere og ændre værkerne under respekt for skaberens/rettighedshaverens rettigheder.